# وزير التعليم (الولايات المتحدة)
وزير التعليم في الولايات المتحدة (بالإنجليزية: United States Secretary of Education)‏ هو رئيس وزارة التعليم الأمريكية. الوزير عضو في مجلس الوزراء من الولايات المتحدة ويعمل مستشارًا رئيسيًّا لرئيس الولايات المتحدة والحكومة الفيدرالية بشأن السياسات والبرامج والأنشطة المتعلقة بكل التعليم في الولايات المتحدة. وزير التعليم الحالي هو ميغيل كاردونا منذ 1 مارس 2021.

## وصلات خارجية
- الموقع الرسمي